# Estación de Pont-de-la-Deûle
La estación de Pont-de-la-Deûle es una estación ferroviaria francesa, de la línea férrea París-Lille, situada en la comuna de Flers-en-Escrebieux, en el departamento de Norte. Por ella transitan únicamente trenes regionales. 

## Situación ferroviaria
La estación se encuentra en el punto kilométrico 220,390 de la línea férrea París-Lille. 

## Historia
Fue inaugurada en 1846 por parte de la Compañía de ferrocarriles del Norte. En 1937 pasó a ser explotada por la SNCF.

## La estación
La estación se configura como un simple apeadero. Posee dos vías principales y dos andenes, uno lateral y otro central. El cambio de vía se realiza a nivel. No dispone de atención comercial aunque sí tiene máquinas expendedoras de billetes y un aparcamiento habilitado cerca del antiguo edificio para viajeros.

## Servicios ferroviarios

### Regionales
Los siguientes trenes regionales transitan por la estación:
- Línea Valenciennes - Libercourt.
- Línea Arras / Douai - Lille.